# Куделич Світлана Михайлівна
Світлана Михайлівна Куделич (біл. Святлана Міхайлаўна Кудзеліч; нар.. 7 травня 1987, Пінськ, Берестейська область, Білоруська РСР, СРСР) — білоруська легкоатлетка, що спеціалізується в бігу на 3000 метрів з перешкодами. Срібний призер чемпіонату Європи в приміщенні 2015 року на дистанції 3000 метрів. Багаторазова чемпіонка Білорусі. Учасниця літніх Олімпійських ігор 2012 та 2016 року. Майстер спорту міжнародного класу.

## Біографія
У 5-му класі, бажаючи прогуляти уроки, вирішила виступити на шкільному кросі, який несподівано для себе виграла. Після того, як стала кращою і в міському забігу, зробила остаточний вибір на користь бігу.
Перед тим, як зупинитися на бігу з перешкодами, спеціалізувалася з бігу на довгі дистанції, де показувала непогані результати в юному віці. Була третьою на юніорському чемпіонаті Європи, другою серед молоді на п'ятикілометровій дистанції. На дорослому чемпіонаті Європи в 2010 році бігла 10 000 метрів, але була далеко від п'єдесталу.
У 2012 році вирішила спробувати себе на 3000 метрів з перешкодами, де їй з ходу скорився олімпійський норматив. На початку липня вона показала результат 9.39,43, а вже через місяць виступала на Олімпійському стадіоні в Лондоні. Повторити або поліпшити час Світлані не вийшло, вона залишилася за бортом фіналу. Однак потенціал у новій дисципліні був очевидний.
На чемпіонаті Європи 2014 року Куделич була однією з претенденток на медаль. Вона була в числі чотирьох дівчат, що відірвалися від переслідувачів за коло до фінішу, проте на фініші не змогла зачепитися за п'єдестал, так і залишившись четвертою.
Зимовий сезон 2015 року планувала пройти в тренувальному режимі, однак на єдиному своєму старті, чемпіонаті країни, побила рекорд Білорусії на 3000 метрів і була включена до складу команди на чемпіонат Європи в приміщенні. Позитивне рішення про виступ на цьому турнірі Світлана знову прийняла в останній момент. Тим не менш, їй вдалося завоювати срібну медаль, поступившись лише лідеру сезону росіянці Олені Коробкіній. Показавши час 8.48,02, вона скинула ще 7 секунд зі свого національного рекорду.
На літньому чемпіонаті світу 2015 року не змогла фінішувати через спазм литкового м'яза, що з'явився за два дні до старту.
На своїх других Олімпійських іграх в Ріо-де-Жанейро в забігу показала свій найкращий результат сезону (9.32,93), але його не вистачило для виходу у фінал.
Випускниця Білоруського державного університету фізичної культури.
Виступає за спортивне товариство Динамо. З 2007 року Світлану тренує Ігор Жайворонок.
До вересня 2020 року працювала в МНС на посаді інспектора з професійної підготовки і спорту сектору ідеологічної роботи та кадрового забезпечення у званні старшого лейтенанта. Під час протестів Білорусії 18 серпня 2020 року разом з іншими білоруськими спортсменами підписала відкритий лист із засудженням насильства в країні і вимогою нових президентських виборів. Після цього була звільнена з МНС і позбавлена зарплати. Також була виключена з облікового складу національної збірної. Під репресії режиму Лукашенка потрапив і чоловік бігунки, її тренер Ігор Жайворонок, з яким не продовжили контракт. Утім, пара продовжила підготовку до Олімпійських ігор 2020 вже самостійно.

## Основні результати
| Рік  | Турнір                         | Місце проведення          | Дисципліна | Місце       | Результат |
| ---- | ------------------------------ | ------------------------- | ---------- | ----------- | --------- |
| 2005 | Чемпіонат Європи серед юніорів | Каунас, Литва             | 5000 м     | 3-тє        | 16.33,07  |
| 2006 | Чемпіонат світу серед юніорів  | Пекін, Китай              | 1500 м     | 22-е (заб.) | 4.32,59   |
| 2006 | Чемпіонат світу серед юніорів  | Пекін, Китай              | 5000 м     | 12-е        | 17.00,03  |
| 2009 | Чемпіонат Європи серед молоді  | Каунас, Литва             | 5000 м     | 2-е         | 16.03,85  |
| 2009 | Чемпіонат Європи серед молоді  | Каунас, Литва             | 10 000 м   | 5-е         | 34.15,12  |
| 2010 | Командний чемпіонат Європи     | Берген, Норвегія          | 3000 м     | 5-е         | 9.16,06   |
| 2010 | Чемпіонат Європи               | Барселона, Іспанія        | 10 000 м   | 8-е         | 33.31,33  |
| 2011 | Командний чемпіонат Європи     | Стокгольм, Швеція         | 3000 м     | 6-е         | 9.00,06   |
| 2012 | Чемпіонат Європи               | Гельсінкі, Фінляндія      | 3000 м/пр. | — (заб.)    | DQ        |
| 2012 | Олімпійські ігри               | Лондон, Велика Британія   | 3000 м/пр. | 32-е (заб.) | 9.54,77   |
| 2013 | Командний чемпіонат Європи     | Гейтсхед, Велика Британія | 3000 м/пр. | 7-е         | 9.59,60   |
| 2014 | Чемпіонат Європи               | Цюрих, Швейцарія          | 3000 м/пр. | 4-е         | 9.30,99   |
| 2014 | Континентальний кубок          | Марракеш, Марокко         | 3000 м/пр. | 4-е         | 9.56,31   |
| 2015 | Чемпіонат Європи в приміщенні  | Прага, Чехія              | 3000 м     | 2-е         | 8.48,02   |
| 2015 | Командний чемпіонат Європи     | Чебоксари, Росія          | 3000 м     | 4-е         | 9.24,12   |
| 2015 | Чемпіонат світу                | Пекін, Китай              | 3000 м/пр. | — (заб.)    | DNF       |
| 2016 | Чемпіонат світу в приміщенні   | Портленд, США             | 3000 м     | 11-е        | 9.17,45   |
| 2016 | Олімпійські ігри               | Ріо-де-Жанейро, Бразилія  | 3000 м/пр. | 22-е (заб.) | 9.32,93   |